# Duke Ragan
Duke Ragan (Cincinnati, 18 de setembro de 1997) é um boxeador estadunidense, medalhista olímpico.

## Carreira
Ragan conquistou a medalha de prata nos Jogos Olímpicos de Verão de 2020 em Tóquio, após confronto na final contra o russo Albert Batyrgaziev na categoria peso pena. Ele ainda se tornou o primeiro boxeador profissional a ganhar uma medalha para a equipe dos Estados Unidos.